# La sfida di Landover
La sfida di Landover è un romanzo fantasy del 1995 di Terry Brooks, quinto libro del ciclo di Landover.

## Trama
Due anni dopo le vicende narrate nel libro precedente, Ben Holiday vive tranquillamente assieme a sua moglie Willow e sua figlia Mistaya quando un misterioso cavaliere nero si presenta alle porte del castello di Sterling Silver. Il cavaliere, accompagnato da un misterioso individuo incappucciato, dichiara di essere il Re Rydall del regno di Marnhull al di là delle nebbie fatate, e chiede a Ben di arrendersi e consegnargli Landover altrimenti il suo esercito metterà a ferro e fuoco il Regno. Ben rifiuta la richiesta, mentre Rydall annuncia che tornerà dopo tre giorni e che stavolta Ben non potrà rifiutare la sua richiesta.
Ben, in apprensione per le sorti della figlia, decide di farla proteggere dal nonno, il Signore del Fiume. La spedizione che accompagna la bambina, di cui fanno parte anche Questor Thews e Abernathy, viene però attaccata dalla Strega del Crepuscolo che uccide tutti i soldati di guardia e rapisce la bambina. Questor Thews e Abernathy vengono invece salvati dall'intervento di un cucciolo di fango, mandato dalla Madre Terra a proteggere Mistaya, che con un sortilegio li spedisce sulla Terra. Nel trasferimento sulla Terra lo scrivano di corte ritorna ad avere la sua forma umana. Il mago e lo scrivano di corte dovranno quindi tentare di tornare su Landover per avvertire Holiday che Rydall di Marnhull non esiste ed è solo una creatura della Strega del Crepuscolo.
Ben intanto, saputo del rapimento della figlia, accetta la sfida propostagli da Rydall: affronterà sette creature mandate dal re di Marnhull, e se riuscirà a sconfiggerle tutte potrà riavere indietro sua figlia, ma se perderà dovrà abbandonare il regno. Mistaya invece è stata portata al Pozzo Infido per essere educata alla magia. Ben non sa però che tali creature sono frutto della magia di sua figlia Mistaya, convinta a crearle con l'inganno dalla Strega del Crepuscolo (la strega vuole sempre vendicarsi di Ben).
Dopo aver sconfitto le prime due creature Ben e Willow ricevono un invito dal Signore del Fiume che vuole aiutare il re di Landover a cercare Mistaya. Ben e Willow si recano a Elderew dove il Signore del Fiume gli dona una creatura magica come protettore. Ben e Willow decidono poi di chiedere notizie di Mistaya anche al signore delle Pianure Kallendbor. Durante la notte Ben è attaccato da un nuovo campione di Rydall, ma la creatura magica donata dal Signore del Fiume affronta il campione e nell'eliminarlo rimane uccisa. Ben e Willow decidono anche di chiedere notizie al drago Strabo, mentre Mistaya rimane sempre nel Pozzo Infido, a ricevere lezioni sull'uso della magia da parte della Strega del Crepuscolo con cui pian piano entra in confidenza e quasi in amicizia. Ben infine capisce che la responsabile di tutto è la Strega del Crepuscolo e decide di partire con Willow alla volta del Pozzo Infido.
Questor Thews e Abernathy, cercano invece un modo per tornare su Landover aiutati dalla giovane Elizabeth, terrestre già conosciuta durante le avventure narrate in Mago a metà. Lo trovano in un antico libro di magie, ma il prezzo da pagare è quello di riportare Abernathy in forma canina. Tornati su Landover riescono ad impedire il compimento del piano della strega, che intendeva uccidere Holiday attraverso il veleno contenuto in un ciondolo regalato a Mistaya. La strega è sconfitta dalla magia del cucciolo di fango e di Mistaya, e mandata in esilio sulla Terra (in una gabbia di uno zoo sotto forma di un corvo). Anche Rydall rimane ucciso durante il combattimento finale e alla fine si scopre che è il signore delle Pianure Kallendbor il quale voleva il trono di Landover.

## Edizioni
- Terry Brooks, La sfida di Landover, Traduzione di Sergio Perrone, Arnoldo Mondadori Editore, 1996,  p. 287, ISBN 978-88-04-41831-3.